# Fritz Schumann (Journalist)
Fritz Schumann (* 30. Dezember 1987 in Berlin) ist ein deutscher Journalist, Regisseur und Autor. Er ist spezialisiert auf das Land Japan.

## Leben
Fritz Schumann wurde am 30. Dezember 1987 als Sohn des Journalisten und Verlegers Frank Schumann und der Erzieherin Helga Schumann in Ostberlin geboren. Zwischen 2000 und 2007 besuchte er das John-Lennon-Gymnasium in Berlin-Mitte, wo er das JLG-Filmfestival gründete und bis 2008 organisierte.

## Journalismus
Ab 2007 arbeitete er als freier Autor und Fotograf für die Jugendseite der Berliner Zeitung. Zwischen Juli 2009 und Juli 2010 lebte Fritz Schumann mit einem Working-Holiday-Visum in Tokio, Japan und arbeitete von dort als freier Auslandskorrespondent u. a. für die Berliner Zeitung und das Manga-Magazin Daisuki. In den folgenden Jahren besuchte er das Land mindestens einmal jährlich für Recherchen. 2011 begann er Fotojournalismus und Dokumentarfotografie an der Hochschule Hannover zu studieren. Zwischen 2013 und 2014 verbrachte er zwei Semester an der Hiroshima City University. Das Studium in Hannover schloss er Januar 2018 mit einem Bachelor of Fine Arts ab.
Seine Beiträge aus Japan erschienen unter anderem im Spiegel, National Geographic oder Stern, wurden im Fernsehen gezeigt und auf internationalen Filmfestivals aufgeführt. Für seine Recherchen über die Giftgasfabrik auf der Insel Ōkunoshima erhielt er 2018 ein Stipendium der Robert Bosch Stiftung und dem Literarischen Colloqium Berlin im Rahmen des Programms „Grenzgänger“. Fritz Schumann lebt und arbeitet in Berlin.

## „Im Tal der Puppen“
Im November 2013 reiste Fritz Schumann in das Dorf Nagoro in der Präfektur Tokushima, welches lokal als „Puppendorf“ bzw. „Dorf der Vogelscheuchen“ bekannt war. Er produzierte einen kurzen dokumentarischen Film über die Puppenmacherin Ayano Tsukimi, den er im April 2014 frei online stellte und der sich anschließend viral verbreitete. Es war der erste Beitrag über Nagoro außerhalb von Japan und die dadurch ausgelösten Medienberichte führten zu einem Anstieg vom ausländischen Tourismus in der Region. Dazu wurde Fritz Schumann mehrmals vom japanischen Fernsehen interviewt, ebenso von BBC Radio und Deutschlandradio. Im gleichen Jahr wurde „Im Tal der Puppen“ mit dem dpa-Newstalent ausgezeichnet.
Zum Ende der 30 Jahre langen Ära heisei und dem Beginn der Ära reiwa, strahlte der japanische Sender NHK eine Sondersendung aus, die u. a. das Thema hatte: „Wie Ausländer die Ära heisei geprägt hatten.“ Der Film „Im Tal der Puppen“ und das Interview mit Fritz Schumann wurden als Beispiel für die nachhaltige Veränderung von Japan durch Ausländer in den letzten 30 Jahren angeführt.

## Filme
- 2014 Im Tal der Puppen (eng. Valley of Dolls) (6.30min), Dokumentar-Kurzfilm[29][30]
- 2014 Houshi (12.08min), Dokumentar-Kurzfilm[31][32]
- 2015 Aus Licht und Stahl (eng. A Story of Ink & Steel) (10.00min), Dokumentar-Kurzfilm[33][34]
- 2016 Generation Flüchtling (eng. Seeds on Stone) (10.00min), Dokumentar-Kurzfilm[35]
- 2018 Über den Berg (eng. Mountain Monks) (10.00min), Dokumentar-Kurzfilm[36][37]
- 2019 Ōkunoshima – Japans Gift (eng. Japan's Poison) (30.00min), Dokumentar-Kurzfilm[38]

## Bücher

### Autor
- No more Hiroshima. edition ost, Berlin, 2010, ISBN 978-3-360-02030-7.
- Fukushima? War da mal was?. edition ost, Berlin, 2011, ISBN 978-3-360-02077-2.
- Japan 151: Ein Land zwischen Comic und Kaiserreich in 151 Momentaufnahmen. CONBOOK, Neuss, 2013, ISBN 978-3-943176-27-8.
- Japan, wer bist du?. Reisedepeschen, Berlin, 2024, ISBN 978-3-96348-033-1.

### Mitwirkung
- mit Susanne Willems: Auschwitz: Die Geschichte des Vernichtungslagers. edition ost, Berlin, 2015, ISBN 978-3-360-01866-3.
- mit Frank Schumann: Denkmale der Befreiung: Spuren der Roten Armee in Deutschland. Neues Leben, 2020, ISBN 978-3-355-01890-6.

## Auszeichnungen
- College Photographer of the Year – Bronze für „Mountain Monks“, 2018[39]
- Deutscher Menschenrechts-Filmpreis – nominiert für „Generation Flüchtling“ 2016[40]
- Aktion Deutschland Hilft – Nachwuchs-Journalismuswettbewerb, Finalist, 2016[41]
- dpa-Newstalent – Nachwuchs-Journalismuswettbewerb, 1. Platz, November 2014[26]
- PlusPunkt Kultur – Auszeichnung für das Projekt ‚JLG-Filmfest‘, Januar 2009[42]